# Coppa Italia Semiprofessionisti 1978-1979
La Coppa Italia Semiprofessionisti 1978-1979 fu la dodicesima edizione del trofeo riservato alle squadre partecipanti alla Serie C1 e alla C2.
L'edizione fu vinta per la prima volta dal Siracusa, che superò in finale la Biellese. Fu la prima edizione vinta da una squadra partecipante alla Serie C2, varata peraltro in quella stessa stagione.

## Risultati

### Fase eliminatoria a gironi
Alla prima fase presero parte 96 squadre di Serie C1 e Serie C2, con l'esclusione delle squadre ripescate dalla Serie D 1977-1978 per allargamento dei quadri; queste furono divise in 32 gironi all'italiana da tre squadre. Le prime classificate di ogni girone furono ammesse direttamente alla fase finale.

#### Gironi
Le gare furono disputate tra il 27 agosto e il 24 settembre 1978.

##### Girone 1
|             | ALE | DER | IMP |
| ----------- | --- | --- | --- |
| Alessandria | ––– | 3-0 | 1-0 |
| Derthona    | 0-1 | ––– | 2-0 |
| Imperia     | 0-0 | 1-1 | ––– |

| Pos. | Squadra     | Pt | G | V | N | P | GF | GS | DR |
| ---- | ----------- | -- | - | - | - | - | -- | -- | -- |
| 1.   | Alessandria | 7  | 4 | 3 | 1 | 0 | 5  | 0  | +5 |
| 2.   | Derthona    | 3  | 4 | 1 | 1 | 2 | 3  | 5  | -2 |
| 3.   | Imperia     | 2  | 4 | 0 | 2 | 2 | 1  | 4  | -3 |

##### Girone 2
|           | CAR | MAS | SAV  |
| --------- | --- | --- | ---- |
| Carrarese | ––– | 3-3 | 1-1  |
| Massese   | 0-1 | ––– | 15-1 |
| Savona    | 0-5 | 0-1 | –––  |

| Pos. | Squadra   | Pt | G | V | N | P | GF | GS | DR  |
| ---- | --------- | -- | - | - | - | - | -- | -- | --- |
| 1.   | Carrarese | 6  | 4 | 2 | 2 | 0 | 10 | 4  | +6  |
| 2.   | Massese   | 5  | 4 | 2 | 1 | 1 | 19 | 5  | +14 |
| 3.   | Savona    | 1  | 4 | 0 | 1 | 3 | 2  | 22 | -20 |

##### Girone 3
|             | LUC | MON | SPE |
| ----------- | --- | --- | --- |
| Lucchese    | ––– | 1-2 | 3-1 |
| Montecatini | 0-0 | ––– | 2-0 |
| Spezia      | 2-1 | 0-0 | ––– |

| Pos. | Squadra     | Pt | G | V | N | P | GF | GS | DR |
| ---- | ----------- | -- | - | - | - | - | -- | -- | -- |
| 1.   | Montecatini | 6  | 4 | 2 | 2 | 0 | 4  | 1  | +3 |
| 2.   | Lucchese    | 3  | 4 | 1 | 1 | 2 | 5  | 5  | 0  |
| 3.   | Spezia      | 3  | 4 | 1 | 1 | 2 | 3  | 6  | -3 |

##### Girone 4
|        | EMP | PIS | PRA |
| ------ | --- | --- | --- |
| Empoli | ––– | 0-1 | 1-0 |
| Pisa   | 2-2 | ––– | 0-4 |
| Prato  | 1-0 | 0-1 | ––– |

| Pos. | Squadra | Pt | G | V | N | P | GF | GS | DR |
| ---- | ------- | -- | - | - | - | - | -- | -- | -- |
| 1.   | Pisa    | 5  | 4 | 2 | 1 | 1 | 4  | 6  | -2 |
| 2.   | Prato   | 4  | 4 | 2 | 0 | 2 | 5  | 2  | +3 |
| 3.   | Empoli  | 3  | 4 | 1 | 1 | 2 | 3  | 4  | -1 |

##### Girone 5
|              | ALB | BIE | PVE |
| ------------ | --- | --- | --- |
| Albese       | ––– | 1-3 | 0-1 |
| Biellese     | 1-1 | ––– | 2-0 |
| Pro Vercelli | 1-1 | 0-0 | ––– |

| Pos. | Squadra      | Pt | G | V | N | P | GF | GS | DR |
| ---- | ------------ | -- | - | - | - | - | -- | -- | -- |
| 1.   | Biellese     | 6  | 4 | 2 | 2 | 0 | 6  | 2  | +4 |
| 2.   | Pro Vercelli | 4  | 4 | 1 | 2 | 1 | 2  | 3  | -1 |
| 3.   | Albese       | 2  | 4 | 0 | 2 | 2 | 3  | 6  | -3 |

##### Girone 6
|              | JUN | NOV | OME |
| ------------ | --- | --- | --- |
| Juniorcasale | ––– | 0-1 | 1-1 |
| Novara       | 1-0 | ––– | 1-0 |
| Omegna       | 0-1 | 0-1 | ––– |

| Pos. | Squadra      | Pt | G | V | N | P | GF | GS | DR |
| ---- | ------------ | -- | - | - | - | - | -- | -- | -- |
| 1.   | Novara       | 8  | 4 | 4 | 0 | 0 | 4  | 0  | +4 |
| 2.   | Juniorcasale | 3  | 4 | 1 | 1 | 2 | 2  | 3  | -1 |
| 3.   | Omegna       | 1  | 4 | 0 | 1 | 3 | 1  | 4  | -3 |

##### Girone 7
|             | PAV | SAN | VIG |
| ----------- | --- | --- | --- |
| Pavia       | ––– | 0-1 | 2-1 |
| Sant'Angelo | 2-1 | ––– | 3-1 |
| Vigevano    | 0-0 | 1-0 | ––– |

| Pos. | Squadra     | Pt | G | V | N | P | GF | GS | DR |
| ---- | ----------- | -- | - | - | - | - | -- | -- | -- |
| 1.   | Sant'Angelo | 6  | 4 | 3 | 0 | 1 | 6  | 3  | +3 |
| 2.   | Pavia       | 3  | 4 | 1 | 1 | 2 | 3  | 4  | -1 |
| 3.   | Vigevano    | 3  | 4 | 1 | 1 | 2 | 3  | 5  | -2 |

##### Girone 8
|            | FAN | LEG | PRP |
| ---------- | --- | --- | --- |
| Fanfulla   | ––– | 1-0 | 3-2 |
| Legnano    | 0-0 | ––– | 0-1 |
| Pro Patria | 0-0 | 1-1 | ––– |

| Pos. | Squadra    | Pt | G | V | N | P | GF | GS | DR |
| ---- | ---------- | -- | - | - | - | - | -- | -- | -- |
| 1.   | Fanfulla   | 6  | 4 | 2 | 2 | 0 | 4  | 2  | +2 |
| 2.   | Pro Patria | 4  | 4 | 1 | 2 | 1 | 4  | 4  | 0  |
| 3.   | Legnano    | 2  | 4 | 0 | 2 | 2 | 1  | 3  | -2 |

##### Girone 9
|         | COM | LEC | SER |
| ------- | --- | --- | --- |
| Como    | ––– | 2-0 | 4-0 |
| Lecco   | 1-0 | ––– | 0-0 |
| Seregno | 0-0 | 2-0 | ––– |

| Pos. | Squadra | Pt | G | V | N | P | GF | GS | DR |
| ---- | ------- | -- | - | - | - | - | -- | -- | -- |
| 1.   | Como    | 5  | 4 | 2 | 1 | 1 | 6  | 1  | +5 |
| 2.   | Seregno | 4  | 4 | 1 | 2 | 1 | 2  | 4  | -2 |
| 3.   | Lecco   | 3  | 4 | 1 | 1 | 2 | 1  | 4  | -3 |

##### Girone 10
|            | CRE | MAN | PER |
| ---------- | --- | --- | --- |
| Cremonese  | ––– | 0-0 | 3-3 |
| Mantova    | 0-0 | ––– | 3-0 |
| Pergocrema | 1-4 | 2-3 | ––– |

| Pos. | Squadra    | Pt | G | V | N | P | GF | GS | DR |
| ---- | ---------- | -- | - | - | - | - | -- | -- | -- |
| 1.   | Mantova    | 6  | 4 | 2 | 2 | 0 | 6  | 2  | +4 |
| 2.   | Cremonese  | 5  | 4 | 1 | 3 | 0 | 7  | 4  | +3 |
| 3.   | Pergocrema | 1  | 4 | 0 | 1 | 3 | 6  | 13 | -7 |

##### Girone 11
|          | AUD | PAR | PIA |
| -------- | --- | --- | --- |
| Audace   | ––– | 1-5 | 0-8 |
| Parma    | 4-0 | ––– | 2-1 |
| Piacenza | 2-1 | 1-0 | ––– |

| Pos. | Squadra    | Pt | G | V | N | P | GF | GS | DR  |
| ---- | ---------- | -- | - | - | - | - | -- | -- | --- |
| 1.   | Piacenza   | 6  | 4 | 3 | 0 | 1 | 12 | 3  | +9  |
| 2.   | Parma      | 6  | 4 | 3 | 0 | 1 | 11 | 3  | +8  |
| 3.   | Audace SME | 0  | 4 | 0 | 0 | 4 | 2  | 19 | -17 |

##### Girone 12
|          | CAR | MOD | REG |
| -------- | --- | --- | --- |
| Carpi    | ––– | 1-0 | 2-2 |
| Modena   | 0-1 | ––– | 2-1 |
| Reggiana | 4-1 | 4-1 | ––– |

| Pos. | Squadra  | Pt | G | V | N | P | GF | GS | DR |
| ---- | -------- | -- | - | - | - | - | -- | -- | -- |
| 1.   | Reggiana | 5  | 4 | 2 | 1 | 1 | 11 | 6  | +5 |
| 2.   | Carpi    | 5  | 4 | 2 | 1 | 1 | 5  | 6  | -1 |
| 3.   | Modena   | 2  | 4 | 1 | 0 | 3 | 3  | 7  | -4 |

##### Girone 13
|            | BOL | CON | TRE |
| ---------- | --- | --- | --- |
| Bolzano    | ––– | 2-1 | 1-3 |
| Conegliano | 1-2 | ––– | 2-2 |
| Trento     | 2-0 | 0-0 | ––– |

| Pos. | Squadra    | Pt | G | V | N | P | GF | GS | DR |
| ---- | ---------- | -- | - | - | - | - | -- | -- | -- |
| 1.   | Trento     | 6  | 4 | 2 | 2 | 0 | 7  | 3  | +4 |
| 2.   | Bolzano    | 4  | 4 | 2 | 0 | 2 | 5  | 7  | -2 |
| 3.   | Conegliano | 2  | 4 | 0 | 2 | 2 | 4  | 6  | -2 |

##### Girone 14
|           | MES | TRE | TRI |
| --------- | --- | --- | --- |
| Mestrina  | ––– | 2-0 | 0-2 |
| Treviso   | 2-2 | ––– | 1-0 |
| Triestina | 1-1 | 1-0 | ––– |

| Pos. | Squadra   | Pt | G | V | N | P | GF | GS | DR |
| ---- | --------- | -- | - | - | - | - | -- | -- | -- |
| 1.   | Triestina | 5  | 4 | 2 | 1 | 1 | 4  | 2  | +2 |
| 2.   | Mestrina  | 4  | 4 | 1 | 2 | 1 | 5  | 5  | 0  |
| 3.   | Treviso   | 3  | 4 | 1 | 1 | 2 | 3  | 5  | -2 |

##### Girone 15
|           | ADR | MON | PAD |
| --------- | --- | --- | --- |
| Adriese   | ––– | 2-0 | 2-0 |
| Monselice | 3-1 | ––– | 2-1 |
| Padova    | 1-0 | 0-0 | ––– |

| Pos. | Squadra   | Pt | G | V | N | P | GF | GS | DR |
| ---- | --------- | -- | - | - | - | - | -- | -- | -- |
| 1.   | Monselice | 5  | 4 | 2 | 1 | 1 | 5  | 4  | +1 |
| 2.   | Adriese   | 4  | 4 | 2 | 0 | 2 | 5  | 4  | +1 |
| 3.   | Padova    | 3  | 4 | 1 | 1 | 2 | 2  | 4  | -2 |

##### Girone 16
|            | FOR | RIC | VPE |
| ---------- | --- | --- | --- |
| Forlì      | ––– | 2-0 | 2-0 |
| Riccione   | 1-0 | ––– | 1-1 |
| Vis Pesaro | 3-1 | 3-0 | ––– |

| Pos. | Squadra    | Pt | G | V | N | P | GF | GS | DR |
| ---- | ---------- | -- | - | - | - | - | -- | -- | -- |
| 1.   | Vis Pesaro | 5  | 4 | 2 | 1 | 1 | 7  | 4  | +3 |
| 2.   | Forlì      | 4  | 4 | 2 | 0 | 2 | 5  | 4  | +1 |
| 3.   | Riccione   | 3  | 4 | 1 | 1 | 2 | 2  | 6  | -4 |

##### Girone 17
|          | GRO | LIV | SIE |
| -------- | --- | --- | --- |
| Grosseto | ––– | 1-3 | 2-3 |
| Livorno  | 0-0 | ––– | 1-1 |
| Siena    | 2-0 | 1-1 | ––– |

| Pos. | Squadra  | Pt | G | V | N | P | GF | GS | DR |
| ---- | -------- | -- | - | - | - | - | -- | -- | -- |
| 1.   | Siena    | 6  | 4 | 2 | 2 | 0 | 7  | 4  | +3 |
| 2.   | Livorno  | 5  | 4 | 1 | 3 | 0 | 5  | 3  | +2 |
| 3.   | Grosseto | 1  | 4 | 0 | 1 | 3 | 3  | 8  | -5 |

##### Girone 18
|               | ARE | MON | SAN |
| ------------- | --- | --- | --- |
| Arezzo        | ––– | 0-2 | 0-2 |
| Montevarchi   | 1-0 | ––– | 0-0 |
| Sangiovannese | 2-1 | 0-2 | ––– |

| Pos. | Squadra       | Pt | G | V | N | P | GF | GS | DR |
| ---- | ------------- | -- | - | - | - | - | -- | -- | -- |
| 1.   | Montevarchi   | 7  | 4 | 3 | 1 | 0 | 5  | 0  | +5 |
| 2.   | Sangiovannese | 5  | 4 | 2 | 1 | 1 | 4  | 3  | +1 |
| 3.   | Arezzo        | 0  | 4 | 0 | 0 | 4 | 1  | 7  | -6 |

##### Girone 19
|               | ALM | BAN | OLB |
| ------------- | --- | --- | --- |
| ALMAS         | ––– | 2-0 | 2-0 |
| Banco di Roma | 0-0 | ––– | 3-1 |
| Olbia         | 1-0 | 1-3 | ––– |

| Pos. | Squadra       | Pt | G | V | N | P | GF | GS | DR |
| ---- | ------------- | -- | - | - | - | - | -- | -- | -- |
| 1.   | ALMAS         | 5  | 4 | 2 | 1 | 1 | 4  | 1  | +3 |
| 2.   | Banco di Roma | 5  | 4 | 2 | 1 | 1 | 6  | 4  | +2 |
| 3.   | Olbia         | 2  | 4 | 1 | 0 | 3 | 3  | 8  | -5 |

##### Girone 20
|               | AVE | LAT | LUP |
| ------------- | --- | --- | --- |
| Avezzano      | ––– | 0-0 | 2-1 |
| Latina        | 0-0 | ––– | 5-2 |
| LVPA Frascati | 1-1 | 4-1 | ––– |

| Pos. | Squadra       | Pt | G | V | N | P | GF | GS | DR |
| ---- | ------------- | -- | - | - | - | - | -- | -- | -- |
| 1.   | Avezzano      | 5  | 4 | 1 | 3 | 0 | 3  | 2  | +1 |
| 2.   | Latina        | 4  | 4 | 1 | 2 | 1 | 6  | 6  | 0  |
| 3.   | LVPA Frascati | 3  | 4 | 1 | 1 | 2 | 8  | 9  | -1 |

##### Girone 21
|              | CIV | FAN | OSI |
| ------------ | --- | --- | --- |
| Civitanovese | ––– | 2-2 | 1-0 |
| Fano         | 0-1 | ––– | 2-2 |
| Osimana      | 2-1 | 2-1 | ––– |

| Pos. | Squadra      | Pt | G | V | N | P | GF | GS | DR |
| ---- | ------------ | -- | - | - | - | - | -- | -- | -- |
| 1.   | Osimana      | 5  | 4 | 2 | 1 | 1 | 6  | 5  | +1 |
| 2.   | Civitanovese | 5  | 4 | 2 | 1 | 1 | 5  | 4  | +1 |
| 3.   | Fano         | 2  | 4 | 0 | 2 | 2 | 5  | 7  | -2 |

##### Girone 22
|            | CHI | GIU | TER |
| ---------- | --- | --- | --- |
| Chieti     | ––– | 0-0 | 2-0 |
| Giulianova | 2-1 | ––– | 2-3 |
| Teramo     | 1-1 | 1-0 | ––– |

| Pos. | Squadra    | Pt | G | V | N | P | GF | GS | DR |
| ---- | ---------- | -- | - | - | - | - | -- | -- | -- |
| 1.   | Teramo     | 5  | 4 | 2 | 1 | 1 | 5  | 5  | 0  |
| 2.   | Chieti     | 4  | 4 | 1 | 2 | 1 | 4  | 3  | +1 |
| 3.   | Giulianova | 3  | 4 | 1 | 1 | 2 | 4  | 5  | -1 |

##### Girone 23
|            | CAM | LAN | PVA |
| ---------- | --- | --- | --- |
| Campobasso | ––– | 1-0 | 2-0 |
| Lanciano   | 1-2 | ––– | 2-1 |
| Pro Vasto  | 1-2 | 0-2 | ––– |

| Pos. | Squadra    | Pt | G | V | N | P | GF | GS | DR |
| ---- | ---------- | -- | - | - | - | - | -- | -- | -- |
| 1.   | Campobasso | 8  | 4 | 4 | 0 | 0 | 7  | 2  | +5 |
| 2.   | Lanciano   | 4  | 4 | 2 | 0 | 2 | 5  | 4  | +1 |
| 3.   | Pro Vasto  | 0  | 4 | 0 | 0 | 4 | 2  | 8  | -6 |

##### Girone 24
|           | BEN | CAS | FOR |
| --------- | --- | --- | --- |
| Benevento | ––– | 1-2 | 0-1 |
| Casertana | 2-0 | ––– | 0-0 |
| Formia    | 1-0 | 0-1 | ––– |

| Pos. | Squadra   | Pt | G | V | N | P | GF | GS | DR |
| ---- | --------- | -- | - | - | - | - | -- | -- | -- |
| 1.   | Casertana | 7  | 4 | 3 | 1 | 0 | 5  | 1  | +4 |
| 2.   | Formia    | 5  | 4 | 2 | 1 | 1 | 2  | 1  | +1 |
| 3.   | Benevento | 0  | 4 | 0 | 0 | 4 | 1  | 6  | -5 |

##### Girone 25
|          | PAG | PAL | SOR |
| -------- | --- | --- | --- |
| Paganese | ––– | 2-0 | 1-2 |
| Palmese  | 1-0 | ––– | 2-2 |
| Sorrento | 0-0 | 2-0 | ––– |

| Pos. | Squadra  | Pt | G | V | N | P | GF | GS | DR |
| ---- | -------- | -- | - | - | - | - | -- | -- | -- |
| 1.   | Sorrento | 6  | 4 | 2 | 2 | 0 | 6  | 3  | +3 |
| 2.   | Paganese | 3  | 4 | 1 | 1 | 2 | 3  | 3  | 0  |
| 3.   | Palmese  | 3  | 4 | 1 | 1 | 2 | 3  | 6  | -3 |

##### Girone 26
|             | PCA | SAL | TUR |
| ----------- | --- | --- | --- |
| Pro Cavese  | ––– | 1-3 | 5-0 |
| Salernitana | 3-1 | ––– | 3-0 |
| Turris      | 2-0 | 0-2 | ––– |

| Pos. | Squadra     | Pt | G | V | N | P | GF | GS | DR |
| ---- | ----------- | -- | - | - | - | - | -- | -- | -- |
| 1.   | Salernitana | 8  | 4 | 4 | 0 | 0 | 11 | 2  | +9 |
| 2.   | Pro Cavese  | 2  | 4 | 1 | 0 | 3 | 7  | 8  | -1 |
| 3.   | Turris      | 2  | 4 | 1 | 0 | 3 | 2  | 10 | -8 |

##### Girone 27
|          | BAR | MAR | POT |
| -------- | --- | --- | --- |
| Barletta | ––– | 3-1 | 2-1 |
| Matera   | 3-0 | ––– | 2-0 |
| Potenza  | 0-1 | 1-2 | ––– |

| Pos. | Squadra  | Pt | G | V | N | P | GF | GS | DR |
| ---- | -------- | -- | - | - | - | - | -- | -- | -- |
| 1.   | Matera   | 6  | 4 | 3 | 0 | 1 | 8  | 4  | +4 |
| 2.   | Barletta | 6  | 4 | 3 | 0 | 1 | 6  | 5  | +1 |
| 3.   | Potenza  | 0  | 4 | 0 | 0 | 4 | 2  | 7  | -5 |

##### Girone 28
|           | BRI | GAL | MON |
| --------- | --- | --- | --- |
| Brindisi  | ––– | 2-0 | 1-0 |
| Gallipoli | 1-0 | ––– | 1-0 |
| Monopoli  | 2-0 | 1-0 | ––– |

| Pos. | Squadra   | Pt | G | V | N | P | GF | GS | DR |
| ---- | --------- | -- | - | - | - | - | -- | -- | -- |
| 1.   | Monopoli  | 4  | 4 | 2 | 0 | 2 | 3  | 2  | +1 |
| 2.   | Brindisi  | 4  | 4 | 2 | 0 | 2 | 3  | 3  | 0  |
| 3.   | Gallipoli | 4  | 4 | 2 | 0 | 2 | 2  | 3  | -1 |

##### Girone 29
|               | CRO | REN | VIG |
| ------------- | --- | --- | --- |
| Crotone       | ––– | 1-1 | 0-0 |
| Rende         | 2-1 | ––– | 0-1 |
| Vigor Lamezia | 1-1 | 1-0 | ––– |

| Pos. | Squadra       | Pt | G | V | N | P | GF | GS | DR |
| ---- | ------------- | -- | - | - | - | - | -- | -- | -- |
| 1.   | Vigor Lamezia | 6  | 4 | 2 | 2 | 0 | 3  | 1  | +2 |
| 2.   | Crotone       | 3  | 4 | 0 | 3 | 1 | 3  | 4  | -1 |
| 3.   | Rende         | 3  | 4 | 1 | 1 | 2 | 3  | 4  | -1 |

##### Girone 30
|            | CAR | NUO | REG |
| ---------- | --- | --- | --- |
| Catania    | ––– | 1-0 | 1-1 |
| Nuova Igea | 1-1 | ––– | 0-1 |
| Reggina    | 2-0 | 0-0 | ––– |

| Pos. | Squadra    | Pt | G | V | N | P | GF | GS | DR |
| ---- | ---------- | -- | - | - | - | - | -- | -- | -- |
| 1.   | Reggina    | 6  | 4 | 2 | 2 | 0 | 4  | 1  | +3 |
| 2.   | Catania    | 4  | 4 | 1 | 2 | 1 | 3  | 4  | -1 |
| 3.   | Nuova Igea | 2  | 4 | 0 | 2 | 2 | 1  | 3  | -2 |

##### Girone 31
|          | RAG | SIR | VIT |
| -------- | --- | --- | --- |
| Ragusa   | ––– | 0-2 | 0-0 |
| Siracusa | 2-0 | ––– | 5-0 |
| Vittoria | 1-1 | 2-4 | ––– |

| Pos. | Squadra  | Pt | G | V | N | P | GF | GS | DR  |
| ---- | -------- | -- | - | - | - | - | -- | -- | --- |
| 1.   | Siracusa | 8  | 4 | 4 | 0 | 0 | 13 | 2  | +11 |
| 2.   | Ragusa   | 2  | 4 | 0 | 2 | 2 | 1  | 5  | -4  |
| 3.   | Vittoria | 2  | 4 | 0 | 2 | 2 | 3  | 10 | -7  |

##### Girone 32
|         | ALC | MAR | TRA |
| ------- | --- | --- | --- |
| Alcamo  | ––– | 1-2 | 1-1 |
| Marsala | 1-0 | ––– | 1-1 |
| Trapani | 0-0 | 1-0 | ––– |

| Pos. | Squadra | Pt | G | V | N | P | GF | GS | DR |
| ---- | ------- | -- | - | - | - | - | -- | -- | -- |
| 1.   | Marsala | 5  | 4 | 2 | 1 | 1 | 4  | 3  | +1 |
| 2.   | Trapani | 5  | 4 | 1 | 3 | 0 | 3  | 2  | +1 |
| 3.   | Alcamo  | 2  | 4 | 0 | 2 | 2 | 2  | 4  | -2 |

### Fase finale

#### Sedicesimi di finale
Le gare si disputarono il 4 ed il 25 ottobre 1978.
| Squadra 1     | Totale        | Squadra 2   | Andata | Ritorno |
| ------------- | ------------- | ----------- | ------ | ------- |
| Alessandria   | 3-2           | Carrarese   | 2-0    | 1-2     |
| Avezzano      | 1-2           | ALMAS       | 1-0    | 0-2     |
| Biellese      | 4-2           | Novara      | 2-2    | 2-0     |
| Campobasso    | 3-3 (4-2 dcr) | Casertana   | 2-1    | 1-2     |
| Como          | 3-1           | Mantova     | 1-0    | 2-1     |
| Fanfulla      | 2-7           | Sant'Angelo | 1-3    | 1-4     |
| Monopoli      | 3-2           | Matera      | 1-1    | 2-1     |
| Montecatini   | 1-3           | Pisa        | 1-1    | 0-2     |
| Piacenza      | 1-5           | Reggiana    | 1-1    | 0-4     |
| Salernitana   | 1-2           | Sorrento    | 1-1    | 0-1     |
| Siena         | 2-1           | Montevarchi | 2-0    | 0-1     |
| Siracusa      | 2-1           | Marsala     | 2-1    | 0-0     |
| Teramo        | 3-3 (4-3 dcr) | Osimana     | 2-1    | 1-2     |
| Triestina     | 3-4           | Trento      | 2-1    | 1-3     |
| Vigor Lamezia | 1-2           | Reggina     | 1-0    | 0-2     |
| Vis Pesaro    | 2-5           | Monselice   | 1-1    | 1-4     |

#### Ottavi di finale
Le gare si disputarono il 15 novembre 1978 e il 7 febbraio 1979.
| Squadra 1 | Totale        | Squadra 2   | Andata | Ritorno   |
| --------- | ------------- | ----------- | ------ | --------- |
| Biellese  | 4-4 (6-5 dcr) | Sant'Angelo | 2-2    | 2-2       |
| Como      | 1-4           | Reggiana    | 0-2    | 1-2       |
| Monselice | 2-3           | Trento      | 1-1    | 1-2 (dts) |
| Pisa      | 5-4           | Alessandria | 3-2    | 2-2       |
| Reggina   | 0-4           | Siracusa    | 0-1    | 0-3       |
| Siena     | 0-1           | ALMAS       | 0-0    | 0-1       |
| Sorrento  | 4-1           | Monopoli    | 4-1    | 0-0       |
| Teramo    | 5-1           | Campobasso  | 3-1    | 2-0       |

#### Quarti di finale
Le gare si disputarono il 28 febbraio ed il 28 marzo 1979.
| Squadra 1 | Totale | Squadra 2 | Andata | Ritorno   |
| --------- | ------ | --------- | ------ | --------- |
| ALMAS     | 3-1    | Teramo    | 3-0    | 0-1       |
| Biellese  | 6-5    | Pisa      | 5-2    | 1-3       |
| Siracusa  | 2-0    | Sorrento  | 2-0    | 0-0       |
| Trento    | 3-4    | Reggiana  | 2-1    | 1-3 (dts) |

#### Semifinali
Le gare si disputarono il 18 aprile ed il 2 maggio 1979.
| Squadra 1 | Totale | Squadra 2 | Andata | Ritorno |
| --------- | ------ | --------- | ------ | ------- |
| Reggiana  | 2-3    | Biellese  | 2-0    | 0-3     |
| Siracusa  | 4-3    | ALMAS     | 3-0    | 1-3     |

#### Finale
| Arbitro: | Altobelli (Roma) |

|              |           |  |
| Ballarin 89’ | Marcatori |  |